# Secamone bicolor
Secamone bicolor är en oleanderväxtart som beskrevs av Joseph Decaisne. Secamone bicolor ingår i släktet Secamone och familjen oleanderväxter. Inga underarter finns listade i Catalogue of Life.